# Anna Afanassjewna Morosowa

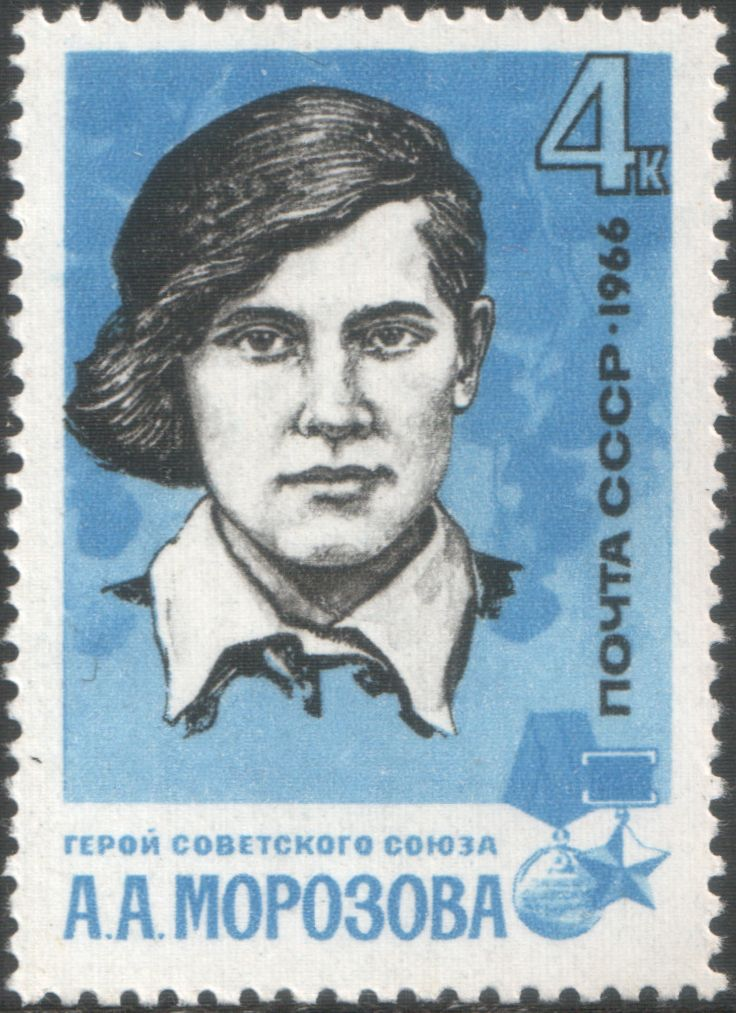
Briefmarke von A. A. Morosowa (1966)

Anna Afanassjewna Morosowa (russisch Анна Афанасьевна Морозова; * 23. Mai 1921 im Gouvernement Kaluga, Sowjetrussland; † 31. Dezember 1944) war eine sowjetische Widerstandskämpferin im Zweiten Weltkrieg. Bekannt wurde sie durch eine von ihr organisierte Serie von Sprengstoffanschlägen auf deutsche Kampfflugzeuge, die während der Kursker Schlacht und später in der Luft explodierten.

## Tätigkeit
Morosowa arbeitete als Wäscherin auf dem Flugplatz in Seschtscha bei Roslawl und stand in Kontakt zu einer Partisanengruppe unter Fjodor Dantschenkow. Auf dem Flugplatz gewann sie vier polnische Zwangsarbeiter zur Mitarbeit, die die Flugzeuge mit Bomben beluden. Sie brachte die Magnetminen mit ihrer Wäsche auf den Platz. Ein kleiner Junge, Wanja Aldjuchow, der mit seinem Panjewägelchen auf dem Flugplatz Hilfsdienste verrichtete, brachte diese in seiner Wasserkanne zu den Polen. Die barometrisch zündenden Sprengsätze wurden von ihnen am hinteren 900-Liter-Tank der Ju 88 angebracht. Sie reagierten bei plötzlicher Höhensenkung wie z. B. bei einem Sturzangriff. In seinen Memoiren berichtet Hans-Ulrich Rudel von den Explosionen und davon, dass Sabotage vermutet wurde.

## Auszeichnungen
Am 8. Mai 1965 wurde Morosowa posthum der Ehrentitel „Held der Sowjetunion“ zuerkannt. Außerdem wurde ihr der Orden des Grunwald-Kreuzes verliehen.

## Rezeption
Nach dem Krieg las der Kampfpilot und ehemalige Geschwaderkommodore des Kampfgeschwaders 3 Walter Lehweß-Litzmann in der Zeitschrift „Aerosport“ unter der Überschrift „Stuka explodierten“ von der Partisanin Anna Morosowa und fand die Erklärung für die bis dahin unerklärliche Explosion seiner Ju 88 am 7. September 1943. Er war in seinem Panzersitz, der ihm wohl das Leben rettete, aus dem Flugzeug geschleudert worden, mit dem Fallschirm gelandet und in sowjetische Kriegsgefangenschaft geraten.
Quelle für den Artikel war das Buch Wir lenken das Feuer auf uns von Owidi Gortschakow, der damals im Stab der Partisanengruppe arbeitete.
Lehweß-Litzmann nahm Kontakt zu Gortschakow auf. Im August 1979 wurde Lehweß-Litzmann vom Partisanenkommandeur Fjodor Dantschenkow in die Sowjetunion eingeladen, ein Filmteam begleitete sie, woraus der Dokumentarfilm „Mine 22“ entstand. Im Partisanentagebuch stand für den 7. September: „Mine Nr. 22, Junkers 88, Lehweß-Litzmann, Geschwaderkommodore“. Dieser Film wurde am Vorabend des Tages des Sieges, am 8. Mai 1980, im sowjetischen Fernsehen ausgestrahlt und vier Monate später unter dem Titel Flaktreffer – ich steige aus in der DDR.